# Архангельський Григорій Зиновійович
Григорій Зіновійович Архангельський (рос. Григо́рий Зино́вьевич Арха́нгельский; 12 травня 1896 — 28 листопада 1959) — російський і радянський футболіст (нападник), радянський тренер.

## Кар'єра

### Гравця
У 1914 році він розпочав свою футбольну кар'єру в КСВ, де грав з переривами. З 1919 по 1920 рік виступав у складі клубу ЗКС. У 1925 році він виїхав до Ленінграда і з 1925 по 1931 рік, теж з перервою, грав за команду «Червоний путиловец». У 1926 провів сезон у команді «Виборзький район». Грав за збірну Ленінграда, а також у 1926 році провів 6 матчів і забив 6 голів у неофіційних товариських матчах за збірну СРСР.

### Тренера
У середині 1931 року він виїхав до Москви, де закінчив футбольну кар'єру. Після закінчення футбольної кар'єри він почав працювати тренером. На початку 1937 року він очолював Дніпропетровський ФК «Динамо», яким він керував до травня 1937 року. Із 1938 по 1939 рік очолював сталінський «Стахановець», увійшов в історію клубу, як перший тренер, який став возити на гостьові матчі команди спортивних журналістів. У 1946 році керував краснодарським «Динамо». У 1948 році він тренував Локомотив (Запоріжжя).
28 листопада 1959 року він помер у Ленінграді у віці 63 років.

## Досягнення
- У списках 33 найкращих футболістів чемпіонату СРСР (4): № 2 — 1920, 1926; № 3 — 1919; № 4 — 1928

## Характеристика
Володів хорошим дриблінгом і сильним ударом обома ногами, був потужним форвардом таранного типу.

## Родина
Син Євген теж був футболістом і тренером.